# Abu Kanu (Rebellenführer)
Abu Kanu († August 1992) war, neben Foday Sankoh und Rashid Mansaray, Gründungsmitglied der Rebellenorganisation Revolutionary United Front (RUF) in Sierra Leone. Kanu war damit maßgeblich an dem Ausbruch des Bürgerkrieg in Sierra Leone beteiligt.
Kanu durchlief ein paramilitärisches Training in Libyen, bei dem er mit der National Patriotic Front of Liberia (NPFL), des Rebellenführers und späteren liberianischen Präsidenten Charles Taylor, in Berührung kam. Kanu sprach sich als Intellektueller gegen einige Methoden der RUF, darunter die Rekrutierung von Kindersoldaten aus.
Kanu wurde im August 1992, wenige Monate vor Rashid Mansaray, wegen „Ungehorsams“ und „Kollaboration mit dem Feind“ von der RUF hingerichtet. Hintergrund sollen interne Machtkämpfe zwischen Sankoh und den beiden gewesen sein.